# Sphecodes aeneiceps
Sphecodes aeneiceps är en biart som beskrevs av Heinrich Friese 1917. Sphecodes aeneiceps ingår i släktet blodbin, och familjen vägbin. Inga underarter finns listade i Catalogue of Life.